# 2011년 칸 영화제
제64회 칸 영화제는 2011년 5월 11부터 5월 22일까지 개최되었다. 미국의 배우 로버트 드 니로가 경쟁 부문 심사위원장을 맡았으며 프랑스의 영화 감독 미셸 공드리가 단편 경쟁 부문 심사위원장을. 대한민국의 영화 감독 봉준호가 최고의 데뷔 영화 감독에게 시상되는 황금카메라상 심사위원장을 맡았다.
우디 앨런이 각본과 감독을 맡은 《미드나잇 인 파리》로 영화제가 시작되었다.

## 수상

### 공식부문
경쟁부문
- 황금종려상 - 《트리 오브 라이프》 테런스 맬릭
- 그랑프리
  - 《원스 어폰 어 타임 인 아나톨리아》 누리 빌게 제일란
  - 《자전거 탄 소년》 다르덴 형제
- 감독상 - 니콜라스 빈딩 레픈 《드라이브》
- 각본상 - 조지프 세더 《꼬장꼬장 슈콜닉 교수의 남모를 비밀》
- 여자배우상 - 커스틴 던스트 《멜랑콜리아》
- 남자배우상 - 장 뒤자르댕 《아티스트》
- 심사위원상 - 《폴리스》 마이웬

주목할 만한 시선
- 주목할 만한 시선상
  - 《아리랑》 김기덕
  - 《스탑트 온 트랙》 안드레아스 드레센
- 주목할 만한 시선 심사위원상 - 《엘레나》 안드레이 즈비아진세프
- 주목할 만한 시선 감독상 - 모하마드 라술로프 《이별》